# Myrmecia picta
Espèce
Myrmecia picta est une espèce de fourmi originaire d'Australie. Les plus fortes populations de cette fourmi géante se trouvent dans le sud du pays, notamment dans les trois États d'Australie-Occidentale, d'Australie-Méridionale et de la Nouvelle-Galles du Sud.
L'espèce est décrite pour la première fois en 1858.

## Nom vernaculaire et classement
Du fait de son agressivité, cet insecte social est aussi connu sous le nom vernaculaire de « fourmi bouledogue ».
La fourmi bouledogue appartient au genre Myrmecia, à la sous-famille Myrmeciinae.
La plupart des ancêtres des fourmis du genre Myrmecia n'ont été retrouvés que dans des fossiles, à l’exception de Nothomyrmecia macrops, seul parent vivant actuellement.

## Biologie
La taille des ouvrières de l'espèce Myrmecia picta varie de 9 à 12 mm de long ; les reines, qui sont ailées, peuvent atteindre 14,5 mm de long alors que les mâles ne dépassent pas 11 mm. Myrmecia picta présente une tête et un abdomen noirs, des mandibules jaunes et des antennes d'un jaune tirant vers le brun. Son thorax est noir ou rougeâtre. Son corps est couvert de poils épars, très fins et longs, de couleur jaunâtre ; cette pubescence peut être grisâtre et très abondante au niveau de l'abdomen.

## Source de la traduction
- (en) Cet article est partiellement ou en totalité issu de l’article de Wikipédia en anglais intitulé « Myrmecia picta » (voir la liste des auteurs)..